# 4128 UKSTU
4128 UKSTU је астероид главног астероидног појаса чија средња удаљеност од Сунца износи 2,556 астрономских јединица (АЈ).
Апсолутна магнитуда астероида је 13,9.